# Network Simulator
 (septembre 2020).
Si vous disposez d'ouvrages ou d'articles de référence ou si vous connaissez des sites web de qualité traitant du thème abordé ici, merci de compléter l'article en donnant les références utiles à sa vérifiabilité et en les liant à la section « Notes et références ».
ns (de l'anglais « network simulator ») est un logiciel libre de simulation à événements discrets très largement utilisé dans la recherche académique et dans l'industrie. Il est considéré par beaucoup de spécialistes des télécommunications comme le meilleur logiciel de simulation à événements discrets, en raison de son modèle libre, permettant l'ajout très rapide de modèles correspondant à des technologies émergentes.

## Historique
Le projet ns débuta en 1989 comme simple variante du simulateur réseau REAL, puis évolua considérablement au cours des années suivantes. Il fut soutenu en 1995 par l’agence pour les projets de recherche avancée de défense, aux États-Unis, via le projet VINT, lequel fut mené conjointement au laboratoire national Lawrence-Berkeley, au centre de recherche Palo Alto ainsi qu’au sein de l’université de Californie à Berkeley.

### ns-2
La version 2 était basée sur l'utilisation de langages de scripts pour la commande des simulations (Tcl/Tk) alors que seul le cœur des simulations était implémenté avec le langage C++.

## Caractéristiques techniques
La nouvelle version ns-3 est entièrement écrite en C++ avec des bindings Python en option, ce qui permet l'écriture de scripts de simulation en C++ ou Python.
Le logiciel NS est fourni avec une interface graphique (NAM) permettant de démontrer le fonctionnement des réseaux, ce qui en fait un outil à la valeur pédagogique très intéressante.